# アレクサンダー・ガーシェンクロン
アレクサンダー・ガーシェンクロン / アレクサンデル・ゲルシェンクロン（Alexander Gerschenkron、1904年 - 1978年10月26日）は、戦争の結果、オーストリアからアメリカ合衆国に渡った経済学者、歴史学者。ハーバード大学教授。オーストリア学派の一人。

## 略歴
- 1904年　ロシアのオデッサ生まれのウクライナ系ユダヤ人。
- 1920年　ウィーンに移住し、教育を受ける。
- 1928年　ウィーン大学で博士号を取得した。彼の最初の地位はオーストリア景気循環研究所の準研究員であった。
- 1938年　ナチスの迫害を逃れ、スイス経由でアメリカに亡命。
- 1938年　カリフォルニア大学バークレー校の研究助手の地位と、引き続いて、講師の地位を得る。
- 1943年　最初の著書『ドイツのパンと民主主義』を出版する。
- 1944年　連邦準備銀行の研究スタッフとなる。
- 1948年　ハーバード大学教授に就任する（別の資料では1946年）。同大学のロシア研究センターで経済研究の指導を行う。
- 1956年　ソヴィエト地域の教授から手を引き、19世紀ヨーロッパ、特に低開発のバルカンやラテン諸国に関心を切り上げた。
- 1969年　アメリカ経済学会の特別研究員に選ばれる。
- 1974年　ハーバード大学を退職。
- 1978年　死去。

## 業績
- ガーシェンクロンは、経済学、歴史学、ロシア文学批評を専門とする。初期の業績はソ連および東ヨーロッパの経済発展に集中している。1947年の論文で彼は、「インデクスの基準年を変えるとインデクスの成長率も変化する」という「ガーシェンクロン効果」を提起した[1]。彼の初期の業績はソ連の計画経済の統計的欺瞞を追及することに当てられた。

- ガーシェンクロンはまた経済発展の単線的段階理論を提起した。しかし、彼は異なる時代が異なる発展類型を示すことを受け入れている。たとえば、先進国と後進国の共存状況で、後者は前者が先進技術を取り入れることによって経験しなくてはならなかったいくつかの段階をスキップすることができるのである。この「後進性の優位」論は、明治維新の日本やソ連の工業化の特有の道によって説明される[2]。

## 著作
- Bread and democracy in Germany. University of California Press, 1943.
- A dollar index of Soviet machinery output, 1927-28 to 1937, Rand, 1951.
- Economic backwardness in historical perspective, Bobbs-Merrill, 1952.
- Continuity in history, and other essays, Belknap Press of Harvard University Press, 1968.
  - 『後発工業国の経済史: キャッチアップ型工業化論』、絵所秀紀ほか訳、ミネルヴァ書房、2005年。
上記 Continuity in history, and other essays と Economic backwardness in historical perspective に収められている論文からの抜粋・訳出。
- The problem of economic development in Russian intellectual history of the nineteenth century Bobbs-Merrill, 1955.
- Problems and patterns of Russian economic development Bobbs-Merrill, 1960.
- Europe in the Russian mirror: four lectures in economic history Cambridge University Press, 1970.
- An economic spurt that failed: four lectures in Austrian history, Princeton University Press, 1977.